# NGC 5288
NGC 5288 is een open sterrenhoop in het sterrenbeeld Passer. Het hemelobject werd op 3 april 1835 ontdekt door de Britse astronoom John Herschel.

## Synoniemen
- OCL 910
- ESO 97-SC7